# 九渡河镇
九渡河镇是中国北京市怀柔区下辖的一个镇，位于怀柔区西南部。

## 行政区划
九渡河镇下辖18个村委会：
四渡河村、黄坎村、吉寺村、团泉村、局里村、花木村、九渡河村、黄花镇村、东宫村、西台村、黄花城村、撞道口村、石湖峪村、西水峪村、二道关村、杏树台村、庙上村和红庙村。

## 旅游景点
九渡河镇有黄花城长城、小西湖、磷龙山、白云川、大洋山以及凤凰坨等人文及自然景观。其中，黄花城长城有东直门直达景区的旅游专线车，行车时间1.5小时